# Chansonnier enluminé de Weingarten
Pour les articles homonymes, voir chansonnier.

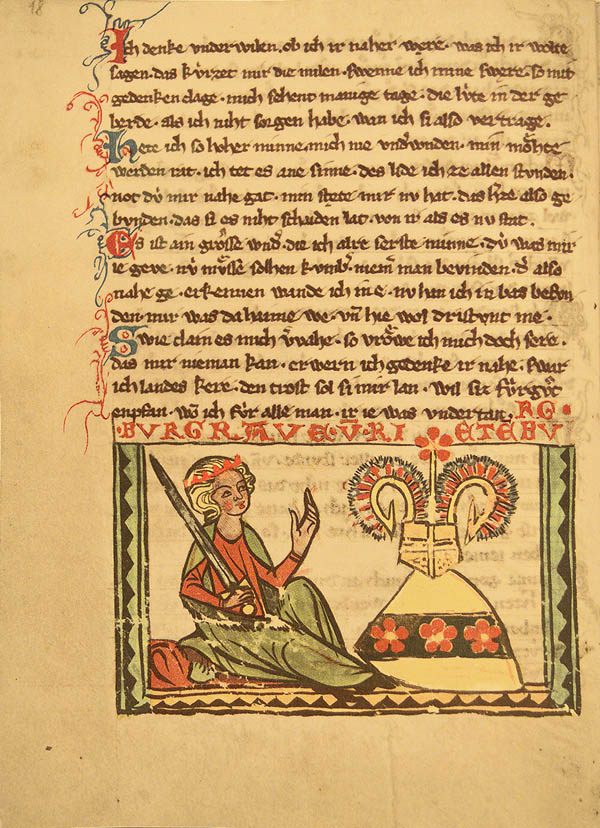
Un folio du chansonnier de Weingarten.

Le chansonnier enluminé de Weingarten, plus rarement « chansonnier manuscrit de Stuttgart », dit encore « manuscrit B » en germanistique, est un recueil de poèmes lyriques composé au XIVe siècle. Hors de la veine lyrique, on y trouve toutefois des distiques de Walther von der Vogelweide, quelques fragments d'une « Complainte à Marie » (Marienklage, faussement attribuée à Godefroi de Strasbourg dans le Codex Manesse), un art poétique de Johann von Konstanz et un prologue plus tardif de dix lignes ajouté à la page 310. Il a été vraisemblablement composé entre 1310 et 1320 à Constance. Ce manuscrit B se présente en somme comme un florilège de tous les minnesänger connus, actifs entre 1170 et 1240.
Le manuscrit de Weingarten constitue, avec le Grand et le petit chansonnier enluminé d'Heidelberg, la principale source sur l'âge d'or de la lyrique courtoise (Minne) du moyen haut allemand.

## Provenance
Le manuscrit a longtemps été conservé par la Bibliothèque capitulaire de Constance qui en fit don au début du XVIIe siècle, à l'abbaye souabe de Weingarten. Le premier propriétaire de ce chansonnier serait un bourgmestre de Constance, Marx Schulthais. Johann Jakob Bodmer redécouvrit ce manuscrit en 1780, et Leonhard Meister en publia quelques extraits en 1781. Le manuscrit est aujourd'hui conservé à la bibliothèque nationale de Wurtemberg à Stuttgart sous la cote HB XIII 1.

## Description

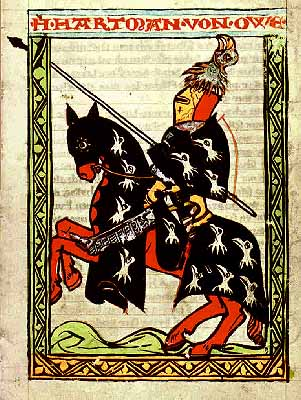
Le chansonnier comporte une enluminure d’Hartmann presque identique à celle du codex Manesse (Stuttgart, Bibliothèque régionale, HB poetæ germanici 1,).

Le manuscrit contient 33 paragraphes en minuscule gothique sur I + 157 folios en parchemin, et est l’œuvre de cinq scribes différents. Son format n'est que de 15 × 11,5 cm. La pagination est d'une écriture postérieure. Les sept derniers folios et quelques autres sont vierges. Le texte a été retranscrit sur des folios préalablement lignés avec des blancs séparant les strophes (à l'exception de la complainte à Marie, ff. 229–238). Il n'y a pas de retour à la ligne à la fin de vers, mais simplement un point de séparation (Reimpunkt).
Il contient 31 recueils de poèmes, dont 25 ne comportent que le nom de l'auteur et 6 ont été formellement identifiés. Les auteurs du recueil sont tous des poètes de la fin du XIIe siècle au milieu du XIIIe siècle s'exprimant en moyen haut allemand. Le recueil suit apparemment un ordre hiérarchique : il commence par l'empereur Henri), qui n'est pas l'auteur le plus ancien chronologiquement.

### Première partie (fol. 1–170)
La première partie comporte 25 lais. Le début des strophes est marqué par un changement d'encre du rouge au bleu, avec parfois des ornements. En regard du texte, on trouve 25 dessins de poètes occupant tantôt tout un folio, tantôt seulement la moitié, qui sont moins des miniatures (portraits) qu'un symbole de la condition sociale de chaque auteur.
Les experts désignent fréquemment l'auteur anonyme de ces miniatures comme le « Maître du manuscrit de Weingarten. »

### Deuxième partie
Après une interruption marquée par sept folios laissés vierges, le texte reprend au folio 178 et se termine au folio 251. Cette seconde partie n'est que partiellement enluminée. Elle ne comporte aucune miniature : les folios en regard du texte sont vierges.

### Troisième partie
La troisième partie commence au folio 253. Les poèmes sont de nouveaux ornés de lettrines enluminées, exclusivement en vermillon. Les folios 306–309 et 311–312 sont vierges. Une écriture tardive a ajouté les noms d'auteur en haut à droite de chaque folio.

## Auteurs
Le manuscrit cite les auteurs suivants :
| 1. empereur Henri 2. Rodolphe de Fenis 3. Friedrich von Hausen 4. Burgrave de Rietenburg 5. Meinloh von Sevelingen 6. Othon de Botenlauben 7. Bligger von Steinach 8. Dietmar von Aist 9. Hartmann von Aue 10. Albrecht von Johansdorf 11. Heinrich von Rugge 12. Hendrik van Veldeke 13. Reinmar de Haguenau | 1. Ulrich von Gutenburg 2. Bergner von Horheim 3. Heinrich von Morungen 4. Ulrich von Munegur 5. Hartwig von Raute 6. Ulrich von Singenberg 7. Wahsmuot von Kunzich 8. Hiltbolt von Schwangau 9. Wilhelm von Heinzenberg 10. Leuthold von Seven 11. Rubin 12. Walther von der Vogelweide 13. Wolfram von Eschenbach (sans portrait) |

## Voir également
- Le manuscrit digitalisé sur le site de la bibliothèque régionale de Wurtemberg
- Digitalisation partielle (notice sur Hartmann von Aue)
- Recensement des manuscrits
- Bibliographie sur le catalogue de la bibliothèque régionale de Wurtemberg
- Die Weingartner Liederhandschrift in Nachbildung avec une notice de Karl Löffler (1927)

- (de) Cet article est partiellement ou en totalité issu de l’article de Wikipédia en allemand intitulé « Weingartner Liederhandschrift » (voir la liste des auteurs).